# Albert Castiglia

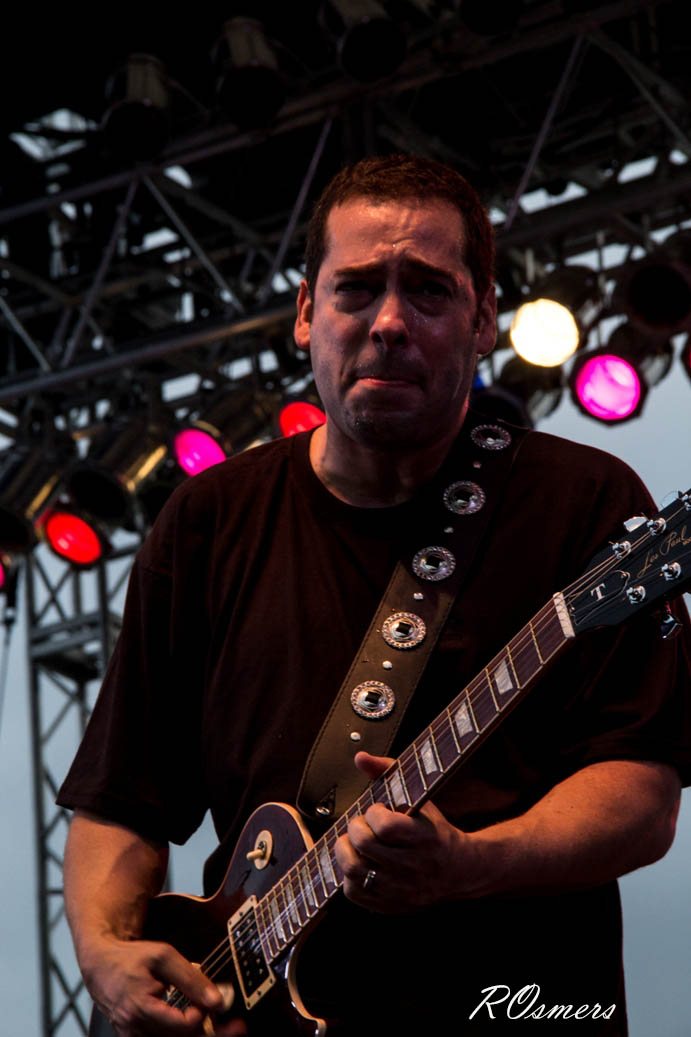
Albert Castiglia (2014)

Albert Castiglia (* 12. August 1969 in New York City, New York, USA) ist ein US-amerikanischer Bluesrock-Sänger, Songwriter und Gitarrist.

## Biografie
Geboren 1969 in New York City als Sohn einer Kubanerin und eines Italieners, zog Castiglia mit seiner Familie nach Miami (Florida), als er fünf Jahre alt war. Mit zwölf Jahren begann er Gitarre zu spielen.
1990 schloss sich Castiglia der Gruppe Miami Blues Authority an und wurde 1997 von der Miami New Times zum „besten Bluesgitarristen Miamis“ gekürt. Nach seinem College-Studium arbeitete Castiglia vier Jahre lang für den Bundesstaat Florida. 1997 wurde er von Junior Wells entdeckt, schloss sich dessen Tourband an und arbeitete als Wells’ Lead-Gitarrist bis zu dessen Tod 1998. Inzwischen lebte Castiglia in Chicago (Illinois), spielte für die Soulblues-Sängerin Sandra Hall und trat unter eigenem Namen auf.
Sein erstes Soloalbum Burn wurde 2004 im Eigenverlag veröffentlicht, 2006 folgte The Bittersweet Sessions. Das Label Blues Leaf Records veröffentlichte dann 2006 Castiglias Album A Stone’s Throw. Bei Blues Leaf erschienen auch die nächsten drei Alben Castiglias, These Are the Days (2008), Keepin On (2010) und Living the Dream (2012). Der Song Bad Year Blues vom Album These Are the Days wurde 2009 für einen Blues Music Award nominiert.
2014 unterzeichnete Castiglia einen Vertrag mit Ruf Records. Sein insgesamt siebtes Album und sein erstes bei Ruf Records war im gleichen Jahr Solid Ground. Drei weitere Alben mit Albert Castiglia erschienen bei Ruf Records: Blues Caravan 2014 mit Laurence Jones und Christina Skjolberg (2014), Big Dog (2016) und Up All Night mit Mike Zito (2017). Big Dog wurde 2017 für einen Blues Music Award nominiert, Albert Castiglia selbst für die Auszeichnung als „Blues Rock Artist“.
Castiglias Album Masterpiece, erschienen 2019 bei Zitos Gulf Coast Records, stieg bis auf Platz 2 der Billboard Blues Album Charts und gewann 2020 einen Blues Music Award als „Blues Rock Album“. Castiglia wurde 2020 erneut als „Blues Rock Artist“ nominiert und gewann diese Auszeichnung dann 2022 und 2023. Gulf Coast veröffentlichte auch Castiglias nächste Alben, Wild and Fire (2020) und I Got Love (2022); letzteres gewann 2023 den Blues Music Award in der Kategorie „Blues Rock Album“. Auch das Album Blood Brothers mit Mike Zito (2023) gewann 2024 den Blues Music Award als „Blues Rock Album“.

## Auszeichnungen
Blues Music Awards:
- 2020: Blues Rock Album für Masterpiece
- 2022: Blues Rock Artist
- 2023: Blues Rock Album für I Got Love[5]
- 2023: Blues Rock Artist[5]
- 2024: Blues Rock Album für Blood Brothers mit Mike Zito[6]

## Diskografie
Alben 
| Jahr | Titel                    | Label                            |
| ---- | ------------------------ | -------------------------------- |
| 2004 | Burn                     | Eigenverlag                      |
| 2006 | The Bittersweet Sessions | Eigenverlag                      |
| 2006 | A Stone's Throw          | Blues Leaf Records               |
| 2008 | These Are the Days       | Blues Leaf Records               |
| 2010 | Keepin On                | Blues Leaf Records               |
| 2012 | Living the Dream         | Blues Leaf Records               |
| 2014 | Solid Ground             | Ruf Records                      |
| 2015 | Blues Caravan 2014       | Ruf Records                      |
| 2016 | Big Dog                  | Ruf Records                      |
| 2017 | Up All Night             | Ruf Records                      |
| 2019 | Masterpiece              | Gulf Coast Records/Select-O-Hits |
| 2020 | Wild And Free            | Gulf Coast Records               |
| 2022 | I Got Love               | Gulf Coast Records               |
| 2023 | Blood Brothers           | Gulf Coast Records               |
| 2024 | Righteous Souls          | Gulf Coast Records               |